# Армфельд, Александр Осипович
Александр Осипович Армфельд (1806—1868) — русский учёный-медик, заслуженный профессор Московского университета, доктор медицины, действительный статский советник. Дед Бориса Федченко.

## Биография
Родился в семье служащего таможни, благородного французского эмигранта. Воспитывался дома, с 1818 года — в Дерптской гимназии. После получения среднего образования, в 1821 году поступил на медицинский факультет Дерптского университета, но с марта 1823 года перевёлся на медицинский факультет Московского университета. По окончании курса 11 сентября 1826 году со степенью лекаря 1-го отделения с отличием, поступил с 12 октября на службу в Хирургический институт при Московском университете.
В 1826—1834 годах занимался практической медициной: состоял помощником директора Хирургического института и ординатором (с 1830) при университетской больнице.
В 1833 году Армфельд защитил диссертацию «О расширении или аневризме сердца» и получил степень доктора медицины.
В 1834 году Александр Осипович Армфельд отправился для усовершенствования на три года за границу и по возвращении, в 1837 году, вступил в должность ординарного профессора кафедры судебной медицины.
С 1839 года до конца жизни Армфельд состоял инспектором классов Николаевского сиротского института.
Кроме небольших статей, появлявшихся в разных периодических изданиях, зачастую без его подписи, ему принадлежат следующие труды: «De dilatatione cordis. Dissertatio inauguralis» (Москва, 1833); «De finibus certorum et probabilium in responsis medicorum forensium» (1848).
С 31 июля 1853 года — действительный статский советник; с 1859 года — заслуженный профессор Московского университета. Читал Судебную медицину и Медицинскую полицию с Врачебным законоведением, а также Энциклопедию и методологию медицины. Лекции А. О. Армфельда отличались высоким литературным стилем, изящным изложением предмета. Преподавал А. О. Армфельд до 1862 года, с 1863 года — в отставке.
В 1861 году в России широко обсуждался проект нового университетского устава. В связи с этим Главное правление училищ предложило профессорским советам всех университетов вопрос о допуске женщин к занятиям, экзаменам и получению учёных степеней. Московский университет был единственным, давшим отрицательный ответ по всем пунктам даже без аргументации, и тогда А. О. Армфельд (наряду с Н. Е. Зерновым выступивший за положительный ответ) направил в свой совет отдельную записку, в которой подробно разобрал аргументы противников допуска женщин и обосновал его необходимость как с практической стороны (необходимость в женщинах-врачах), так и с принципиальной. Заодно он предложил способы преодоления трудностей, которые могли бы возникнуть при совместном обучении. Никакого дальнейшего хода эта записка не получила.
Был награждён орденами: Св. Станислава 2-й степени, Св. Анны 2-й ст. с императорской короной (1850), Св. Владимира 3-й ст. (1856), Св. Станислава 1-й ст. (1859).
Умер 12 (24) марта 1868 года (по другим данным — 15 (27) октября 1877). Был похоронен на 13 участке Ваганьковского кладбища в Москве. Могила утрачена.
Армфельд был постоянным посетителем литературного салона А. П. Елагиной, где встречались выдающиеся представители русской интеллигенции: Пушкин, Н. В. Гоголь, Аксаковы, Н. П. Огарёв, А. И. Герцен, Пирогов и многие другие. Дом Армфельда на Плющихе тоже был известным в Москве литературным салоном, где бывали М. Ю. Лермонтов, Гоголь, Аксаковы и др. Сам Армфельд находился в течение многих лет под негласным надзором полиции.
Замечательно красноречивый профессор и непобедимый оратор Английского клуба в Москве.

## Семья
В 1841 году женился на Анне Васильевне Дмитревской (1821 — 7.2.1888). У них было девять детей (пятеро сыновей и четыре дочери), но только четверо дожило до зрелых лет:
- Александр (16.7.1842—9.6.1897), учёный, педагог, специалист по агрономии и скотоводству, коллежский советник; похоронен у церкви в селе Тропарёво.
- Надежда (26.11.1844—31.7.1858)
- Наталья (8.1.1850—29.9.1887), революционерка-народница, умерла на Карийской каторге.
- Николай (31.3.1858—18.1.1880), революционер-народник, умер от туберкулёза; похоронен у церкви в селе Тропарёво.
- Ольга (1845—1921)